# Рубан Володимир Володимирович
Володи́мир Володи́мирович Ру́бан (нар. 16 серпня 1967, Алмати, Казахська РСР) — український громадський діяч, керівник штабу Громадської організації «Офіцерський корпус», був фігурантом кримінальної справи щодо планування насильницького повалення конституційного ладу в Україні, сприяння терористичній організації «ДНР».

## Біографія

### Ранні роки й освіта
Народився в українсько-російській родині офіцера. Батько — Гарбузюк Володимир Андрійович (нар. 1942), мати — Гарбузюк Любов Петрівна (нар. 1945). Проживали в селі Зазим'я.
1984 — закінчив школу в Києві та вступив до Чернігівського вищого військового авіаційного училища льотчиків.
1989-го змінив прізвище Гарбузюк на Рубан.
1989 — закінчив училище. ВОС № 0618** льотчик-інженер (командно-тактична винищувальна авіація, спецкурс авіаційної розвідки), Л-39, МіГ-21. В 1991 році пройшов річний курс навчання в ЦПЛС РА, МіГ-25 РБ.
Служив на льотно-командних посадах у різних частинах та з'єднаннях, експлуатуючи ряд літаків, зокрема МіГ-21 та МіГ-25. Проходив навчання з тактики, стратегії управління військами, аналітичної та розвідувальної роботи.
8 липня 1991 — звільнений у запас у Коломиї з 48 полку військово-повітряних сил СРСР у званні старшого лейтенанта.
Працював на керівних посадах у комерційних та громадських організаціях, державних структурах.
2012 — закінчив Національну академію державного управління при Президентові України. Магістр державного управління у сфері національної безпеки.

### Видавнича діяльність
2004—2008 — займався поліграфічно-видавничою діяльністю, створив групи підприємств, що активно формувала проросійські позиції в літературній і освітній сферах. Одним із партнерів Рубана був Олександр Дроздов — колишній офіцер зовнішньої розвідки КДБ СРСР (1974—1990 роки).
Видавництво Рубана «Київська Русь» займається масовим друком шкільних підручників «Страноведение. Россия», а також посібників для перекваліфікації вчителів «Воссоединение Руси». Книжки були впроваджені в освітніх закладах Донбасу протягом 2008—2010.

### Політика
2013 — стає активним учасником проросійського руху Медведчука «Український вибір». 20 червня 2013 року створює власну громадську організацію «Офіцерський корпус» і починає працювати окремо від олігарха. Від часу створення «Офіцерського корпусу» організація виступала проти євроінтеграції України, пізніше — засуджувала протестувальників на Майдані. Проте 6 грудня 2013 року її члени різко змінили риторику та вступили до лав Самооборони Майдану.
2015 — між «Офіцерським корпусом» Рубана та «Українським вибором» Медведчука загострюється конфлікт. У лютому 2015 року Рубан зареєстрував партію «Офіцерський корпус», яка пізніше взяла участь у місцевих виборах.
Керівник Центру визволення полонених ГО «Офіцерський корпус», голова партії «Офіцерський корпус», віце-президент ГО «Академія національної безпеки».

### Перемовник
З початку війни на сході України у травні 2014 Рубан разом із організацією «Офіцерський корпус» з власної ініціативи взявся за визволення заручників із полону самопроголошених «ЛНР» та «ДНР». Виконував функцію посередника між польовими командирами «ДНР» і «ЛНР» та українською владою. У липні 2014 створив Центр визволення полонених у Дніпрі, перемовники якого домоглися визволення понад 600 полонених. У жовтні 2014 група під керівництвом Рубана за три доби здійснила рейд територією Донбасу протяжністю 1500 км, доставивши теплі речі та продукти полоненим у Сніжне і дітям у Горлівку, та визволивши полонених із Краснодона, Луганська, Сніжного та Донецька.[джерело?]
У березні 2015 року став лауреатом премії «За мужність і патріотизм» загальнонаціональної програми «Людина року».
У кінці лютого 2017 разом з Надією Савченко відвідав тимчасово окуповані території ОРДЛО, порушивши порядок перетину лінії розмежування, після чого СБУ анулювала дозвіл Рубана на виїзд в ОРДЛО.
28 лютого 2022 офіцер батальйону полку «Азов» затримав Рубана у потязі Укрзалізниці, що прямував до Львова, та передав його поліції.

## Критика
Неодноразово помічений у прихильності до терористів так званих ДНР, ЛНР та «Новоросії», за що піддавався критиці. Займаючись визволенням полонених, висловлював думку, що якщо матері українських військових, які потрапили в полон до терористів, будуть на колінах вимолювати у бойовиків життя своїх синів, то надалі матері і їхні сини «будуть правильно голосувати». Під час переговорів про визволення полонених Рубан неодноразово висловлювався на підтримку бойовиків та звинувачував українських військових в обстрілі мирних кварталів на Донбасі. На його думку, саме Київ зволікає з переговорами з визволення заручників. Інші учасники переговорного процесу заявляли, що Рубан їх зриває та навіть заробляє на обмінах. Деякі визволені полонені вказують на нерівноцінність обмінів, коли бойовиків псевдореспублік, які реально брали участь в боях, обмінювали на представників допоміжних підрозділів (санітари, водії, кухарі) натомість бійців ЗСУ чи добровольчих батальйонів. Представники інших волонтерських організацій також стверджують, що Рубан видавав визволення ними полонених за власну заслугу, хоча відношення до цього не мав. Матір Миколи Сурменка та Гайде Різаєва звинувачують Володимира Рубана в тому, що він вимагав гроші за визволення полонених.
16 січня 2016 СБУ заявила, що громадянин В. Рубан поширює заяви, що начебто він, як представник СБУ, проводив у Мінську якісь переговори з можливого визволення утримуваних у Росії громадян України та начебто обговорював там імовірність їхнього обміну на російських військовослужбовців, що потрапили в полон в Україні. СБУ офіційно наголосила, що В. Рубану не надавалися жодні доручення чи повноваження вести будь-які переговори щодо визволення громадян України: «пан Рубан міг побувати у Мінську як приватна особа, але він ніколи не брав участі в офіційних перемовинах чи зустрічах». СБУ також заперечила, що Рубан є «генералом» спецслужби, про що заявляв пан Рубан.
Рубана пов'язують із лідером проросійської організації «Український вибір» Медведчуком.

## Кримінальне провадження
8 березня 2018 року о 9.15  Рубана було затримано українськими прикордонниками на контрольному пункті Майорськ при спробі завезення з окупованої території значної партії зброї та боєприпасів, після чого його передали до СБУ.
9 березня йому було повідомлено про підозру за ч. 1 ст. 263 КК «Незаконне поводження зі зброєю», ч. 1 ст. 14 «Готування до злочину», ч. 3 ст. 258 «Терористичний акт». Суд заарештував Рубана на 60 діб. Звинувачення в суді представила Військова прокуратура. Його підозрюють у підготовці теракту в урядовому кварталі, атаки на Верховну Раду та вбивства депутатів і інших державних діячів.
10 березня 2018 року СБУ оприлюднила матеріали напрацьовані в ході оперативної розробки Рубана, яка тривала протягом 9-10 місяців. Було продемонстровано зв'язки й організаційну мережу, за допомогою якої він від 2004 року займався розповсюдженням антиукраїнської пропаганди, в тому числі серед дітей молодшого шкільного віку.
За цією інформацією Рубан в 2004—2005 роках активно розвивав видавничо-поліграфічну комерційну діяльність. Ним було створено ряд профільних підприємств (Видавництво «Київська Русь», Журнал «Райдуга», Поліграфічний центр «Київська Русь», Рекламна агенція «Нестор», Журнал «Соняшник» й інші), які займалися виготовленням і розповсюдженням проросійської літератури. Причому часто — просто передруковувалися російські зразки освітніх видань з наголосом на проросійських позиціях і пропагандистських кліше.
Основними спонсорами цієї діяльності були заступник начальника «Росспівробітництва» Георгій Мурадов, і керівник фонду «Президентський центр Б. Н. Єльцина» Олександр Дроздов. Довго й ретельно створюючи проросійські настрої за допомогою продукції, а пізніше через сайти «Українського вибору» й «Офіцерського корпусу», Рубан в грудні 2013 року різко «перевзувся в повітрі» на «патріота», неначе готуючись до ролі перемовника зі сторони України.
Причому його «Офіцерський корпус» від самого початку Майдану виступав з різкою критикою мітингувальників, а потім навздогін за керівником також змінив стрічки на синьо-жовті.
15 березня Рубану повідомили про нову підозру та заміну раніше повідомленої підозри. Наразі він підозрюється у змові про вчинення насильницького повалення конституційного ладу та захоплення державної влади (ч. 1 ст. 109 ККУ), готуванні до вчинення дій з метою насильницького повалення конституційного ладу за попередньою змовою (ч. 1 ст. 14, ч. 2 ст. 28, ч. 1 ст. 109 ККУ), підготовці до посягання на життя державного та громадського діяча за попередньою змовою осіб (ч. 1 ст. 14, ч. 2 ст. 28, ст. 112 ККУ), підготовці до теракту (ч. 1 ст. 14, ч. 1 ст. 258 ККУ), сприянні діяльності терористичної організації (ч.1 ст. 258-3 ККУ) та незаконному поводженню зі зброєю за попередньою змовою осіб (ч.2 ст. 28, ч. 1 ст. 263 ККУ)
16 квітня 2019 року Броварський суд Київської області ухвалив звільнити з-під варти Володимира Рубана та Надію Савченко просто в залі судових засідань, мотивуючи це тим, що термін запобіжного заходу закінчився, а нового не було обрано.

## Особисте життя
Одружений 1989 року. Дружина — Рубан (Гойса) Інга Віталіївна (нар. 1968). Виховують синів Єгора (нар. 1989) та Данила (нар. 1990), доньку Дарину (нар. 2000), онука Тимофія.

## Цікаві факти
У медійному просторі фігурує як «генерал-полковник», хоча ще 2012 року фігурував як відповідальний за розміщення статей наукового семінару, що відповідає рівню науковця або офіцера молодшої ланки.
Російський журналіст Павло Канигін стверджує, що Рубан особисто спілкувався з Сергієм Дубинським та іншими бойовиками причетними до збиття рейсу МН17, однак в інтерв'ю Павлу Рубан ухилявся від відповідей на питання про рейс МН17.